# Букка, Доротея
Доротея Букка (Dorotea Bucca, 1360—1436, известна так же как Доротея Боччи) - итальянский врач. 
О ней, по большому счету, известно лишь, что она заведовала кафедрой медицины и философии в Болонском университете с 1390 года и на протяжении более чем сорока лет. До неё этой же кафедрой заведовал её отец. 
Отношение к женскому медицинскому образованию в Италии, по-видимому, было более либеральным, чем в Англии до XIX века. Анна Моранди Манзолини была профессором анатомии в Болонском университете в 1760 году. В числе итальянских женщин, чей вклад в развитие медицины был зафиксирован, присутствуют так же Тротула Салернская (XI век), Абелла, Жаклин Фелице де Алманиа, Алессандра Гилиани, Ребекка де Гуарна, Маргарита, Меркуриада (XIV век), Констанс Календа, Калриче ди Дурисио (XV век), Констанца, Мария Инкарната и Томазия ди Маттио.
Имя Доротеи Букка упомянуто на «Этаже наследия» Джуди Чикаго как сопровождающее имя Изабеллы д’Эсте.